# إيزابيل جينز
إيزابيل جينز (بالإنجليزية: Isabel Jeans)‏ هي ممثلة بريطانية، ولدت في 16 سبتمبر 1891 بلندن في المملكة المتحدة، وتوفيت بنفس المكان في 4 سبتمبر 1985 بسبب مرض.

## أعمال

### أفلام
- (1941) الشك
- (1958) جيجي

## وصلات خارجية
- إيزابيل جينز على موقع IMDb (الإنجليزية)
- إيزابيل جينز على موقع ألو سيني (الفرنسية)
- إيزابيل جينز على موقع أول موفي (الإنجليزية)
- إيزابيل جينز على موقع قاعدة بيانات برودواي على الإنترنت (الإنجليزية)
- إيزابيل جينز على موقع قاعدة بيانات الأفلام السويدية (السويدية)
- إيزابيل جينز على موقع إن إن دي بي (الإنجليزية)
- إيزابيل جينز على موقع قاعدة بيانات الفيلم (الإنجليزية)
- إيزابيل جينز على موقع كينوبويسك (الروسية)